# Абдулла Ахмад Бадави
Абдулла бин Ахмад Бадави (малайск. Tun Abdullah bin Haji Ahmad Badawi), в народе «Пак Лах» (Папаша Абдулла) 26 ноября 1939, Байан-Лепас — 14 апреля 2025, Куала-Лумпур) — малайзийский политический и государственный деятель; пятый премьер-министр Малайзии и министр финансов с 31 октября 2003 по 3 апреля 2009 года. Лидер основной партии правящего Национального фронта — Объединённая малайская национальная организация (ОМНО) в 2003—2009 годах.

## Биография
Родился в религиозной исламской семье. Окончил Университет Малайя в 1964 году. Депутат парламента от округа Кепала Батас с 1978 года. Давний партийный соратник бывшего премьер-министра Махатхира Мохамада. В 1984 году избран заместителем председателя ОМНО.
Работу в правительстве начал в 1978 году в качестве парламентского секретаря министерства федеральной территории, в 1980 году стал заместителем министра. В 1981 году Махатхир Мохамад, возглавив правительство, предложил Бадави портфель министра в департаменте премьер-министра, а в 1984 году он был назначен министром образования — пост, который в Малайзии обычно предшествует в будущем посту заместителя премьер-министра. В 1986 году возглавил министерство обороны страны, но в апреле 1987 года был выведен из правительства, так как на съезде ОМНО поддержал группировку, выступившую за смену партийного руководства, что в итоге привело к расколу в партии. С 1991 года вновь в правительстве, до 1999 года занимал пост министра иностранных дел, а также образования и обороны. Затем заместитель премьер-министра и министр внутренних дел.
В 1993 году вновь вошёл в высший совет ОМНО-новой, в 1996 году избран на пост заместителя председателя партии, а в 2000 году стал его первым заместителем.

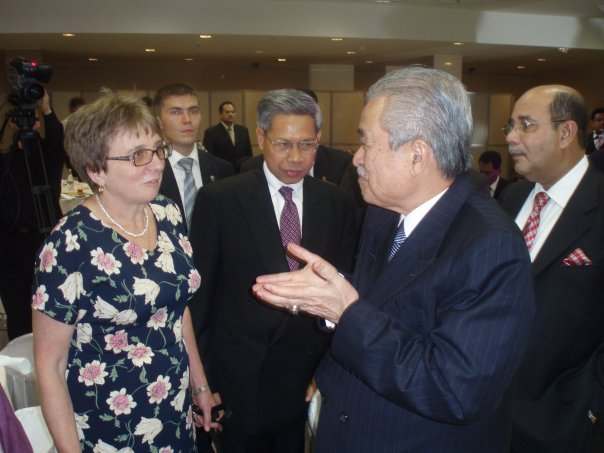
Абдулла Бадави во время визита в Москву беседует с преподавателем малайского языка ИСАА при МГУ Дорофеевой Т. В.

## На посту премьер-министра
В 2004 году во главе коалиции выиграл парламентские выборы. Подвергался критике со стороны оппозиции. 13 февраля 2008 года распустил парламент и объявил досрочные выборы, результаты которых оказались не очень благоприятными для правящего Национального фронта: он потерял большинство в 2/3 голосов парламенте и контроль над шестью штатами. В силу неблагоприятного развития обстановки и давления со стороны бывшего премьер-министра Махатхира Мохамада весной 2009 года Абдулла Бадави объявил об уходе на пенсию и передаче полномочий своему заместителю Наджибу Разаку.
Председатель АСЕАН с 2005, в октябре 2003 — сентябре 2006 — Движения неприсоединения. Почётный доктор МГИМО (2007).
В 2007 году женился во второй раз (первая жена умерла в 2005 году от рака).
Умер 14 апреля 2025 года в возрасте 85 лет из-за полиорганной недостаточности в Национальном кардиологическом институте в Куала-Лумпуре.

## Как поэт
Пишет стихи. Его стихотворение «Я ищу вечного мира» опубликовано на 80 языках мира и положено на музыку малайзийским композитором Ибрагимом Бачеком.

## Труды
- Abdullah Ahmad Badawi. Ku Cari Damai Abadi. I Seek Eternal Peace. (Я ищу вечного мира) In 80 Languages. Editor Assoc. Professor Dr. Victor Pogadaev. Kuala Lumpur: Penerbit Universiti Malaya, 2008.